# Gustav-Heinemann-Oberschule
Die Gustav-Heinemann-Oberschule (kurz: GHO) ist eine Integrierte Sekundarschule mit gymnasialer Oberstufe im Berliner Ortsteil Marienfelde.
Die Schule ist nach Gustav Heinemann benannt, der von 1969 bis 1974 deutscher Bundespräsident war.

## Profil der Schule
Die Gustav-Heinemann-Oberschule ist eine der wenigen Schulen in Europa, die für die Klassen 5 bis 13 Japanisch-Unterricht als Wahlpflichtfach anbieten, und eine der ersten, die seit August 2006 Japanisch bereits ab Klasse 5 als zweite Fremdsprache anbieten.
Auch an dieser Schule werden neben dem normalen Unterricht noch eine Vielzahl an anderen Aktivitäten (AGs) geboten, die meist außerhalb der Schulzeit, teilweise sogar am Wochenende, stattfinden. Die Teilnahme ist freiwillig. Einige Beispiele: Buddhismus-Unterricht, Koch-AG, Homepage-AG, Musical-AG, Theater-AG, Flugmodellbau- und Modellbahn-AG. Die beachtliche Modul-Modelleisenbahnanlage der Schüler-AG wurde seit 1982 aufgebaut und hat die viergleisige Berliner Stadtbahn mit S-Bahn- und Fernbahnverkehr zum Vorbild. Diese Großanlage wurde bereits mehrfach auf Berliner und auch auswärtigen Modelleisenbahnausstellungen öffentlich vorgestellt.
Für sportlich interessierte Schüler wird eine Vielzahl von Sport-Arbeitsgemeinschaften angeboten. Einige Beispiele: Badminton, Basketball, Fußball, Radsport, Skilanglauf und Volleyball.
Die Schüler der Gustav-Heinemann-Gesamtschule reisen regelmäßig zu ihren Partnerschulen nach Charenton-le-Pont und Niort (Frankreich), nach Delft (Niederlande), Posen (Polen), Sydney (Australien) und Varberg (Schweden), Peking (China) und Toyohashi (Japan).
Des Weiteren besitzt die Schule einen guten Ruf, der es ihr ermöglicht, viele Schulklassengespräche mit Prominenten und Politikern zu führen. Beispiele dafür sind Kofi Annan, Roman Herzog, Johannes Rau, Gerhard Schröder, Angela Merkel, Franz Müntefering, Klaus Wowereit, Dieter Hoeneß, Gregor Gysi, Iris Berben und Michael Müller.

## Geschichte der Schule
Das Mittelstufenzentrum im Tirschenreuther Ring 48 wurde 1974 als „2. Oberschule Berlin-Tempelhof“ als zehnzügige integrierte Gesamtschule mit gymnasialer Oberstufe eingerichtet. Die Schule erhielt am 4. Oktober 1977 den Namen „Gustav-Heinemann-Oberschule“. Schulleiter war bis 1981 Helmut Meyer. Nachfolger wurde dann sein Stellvertreter Karl Pentzliehn. Unter seiner Leitung wurde die Schule zur additiven Gesamtschule mit integrativen Elementen (zit.: Pentzliehn). Zugleich konnte der Anteil gymnasialempfohlener Schülerinnen und Schüler eines Jahrgangs von unter 20 % auf über 40 % gesteigert werden. Pentzliehn bekleidete sein Amt noch ein Jahr über das Erreichen des regulären Pensionsalters hinaus. Eine weitere Verlängerung seiner Dienstzeit wurde von der Schulbehörde trotz teilweise intensiver Bemühungen einiger Schülerinnen und Schüler und Eltern abgelehnt, sodass er im Sommer 2008 in den Ruhestand wechseln musste. Stärken und Schwächen der Schule am Ende seiner Amtszeit sind im Bericht zur Schulinspektion von November 2008 ausführlich dargestellt (verlinkt über die Homepage) Im August 2010 hat der neue Schulleiter Carsten Hintze sein Amt angetreten.
Die GHO feiert im Herbst 2014 ihr 40-jähriges Bestehen und hat zu diesem Anlass eine Festschrift herausgebracht.
Die Schule veranstaltet seit vielen Jahren am letzten Donnerstag im November einen Weihnachtsmarkt.

## Gebäude

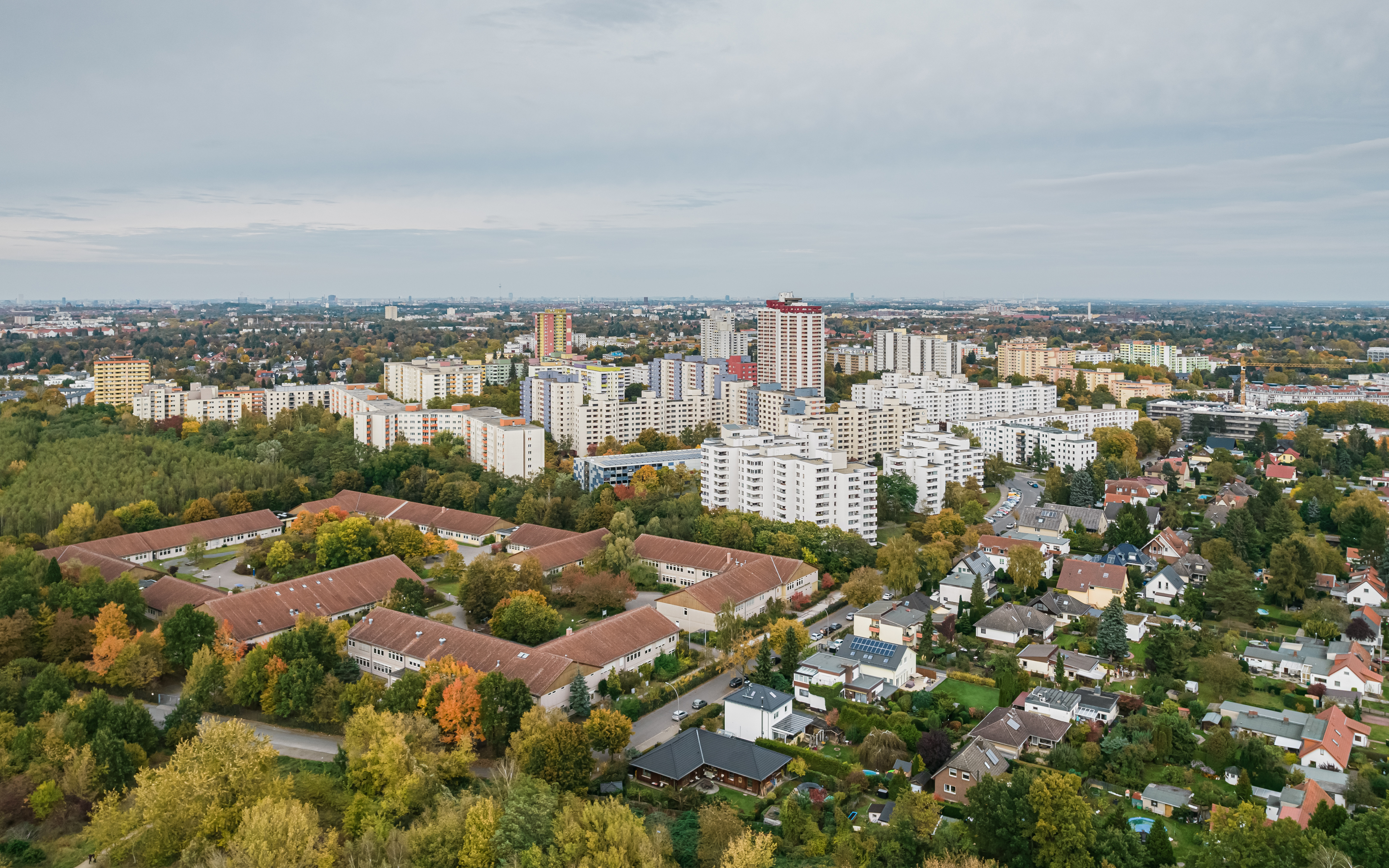
Luftbild des Ersatzstandortes der Gustav-Heinemann-Oberschule, 2021

1988 musste die Schule ihr am Tirschenreuther Ring 48 gelegenes Stammgebäude verlassen, nachdem in den Wänden giftige Asbestfasern nachgewiesen worden waren. Vorübergehend wurde sie in den gerade leerstehenden Gebäuden der Pädagogischen Hochschule in Berlin-Lankwitz untergebracht.
Mit Beginn des Schuljahrs 1990/1991 konnte die Schule am Ende der Waldsassener Straße auf einem weitläufigen Schulgelände Ersatzgebäude beziehen. Das Gelände war im Berliner Flächennutzungsplan 1965 als Standort für einen Betriebsbahnhof einer Streckenverlängerung der U-Bahn-Linie U9 vorgehalten worden. Auf diesem Campus waren sechs mit den Buchstaben A bis F gekennzeichnete Fertigteilhäuser errichtet worden. In dessen Zentrum befand sich der Pausenhof mit Sitzgelegenheiten und Grünanlagen sowie unter anderem ein Japanischer Garten. Obwohl dieser Komplex nur als vorübergehendes Ausweichquartier vorgesehen war, wurde er bis Januar 2025 genutzt. Das Schulgrundstück lag direkt an der Landesgrenze zu Brandenburg und grenzte an das dortige Landschaftsschutzgebiet Diedersdorfer Heide und Großbeerener Graben.
Ab 2011 sollte mit dem Bau eines neuen Schulgebäudes am alten Standort Tirschenreuther Ring, an dem sich weiterhin die Turnhalle befindet, begonnen werden. Nach mehreren Planungsansätzen war zwischenzeitlich 2019 als Baubeginn und 2021 als Fertigstellung vorgesehen. Tatsächlich verzögerte sich der eigentliche Baubeginn, weil auf dem Baugrundstück die nach Naturschutzrecht streng geschützte Zauneidechse nachgewiesen wurde und umgesiedelt werden musste. Schließlich wurde im Sommer 2020 die Baugrube ausgehoben und im August 2020 mit den Bauarbeiten am Kellergeschoss begonnen. Die offizielle Grundsteinlegung erfolgte am 30. Oktober 2020, die Fertigstellung des Neubaus war nun für 2023 vorgesehen. Nachdem der Umzug in das neue Schulgebäude mehrfach verschoben werden musste, fand er schließlich im Februar 2025 statt.

## Erfolge in Sportwettkämpfen
Die Schülermannschaften der Gustav-Heinemann-Oberschule konnten regelmäßig auf Berliner Landesebene Siege erringen, darunter 6× im Handball, 6× im Hockey, 9× im Skilanglauf, 8× im Tennis und 12× im Turnen. Im Golf wurde die Schulmannschaft 2004 nicht nur Meister der Schulen aus Berlin und Brandenburg, sondern auch deutscher Vize-Meister in der Nettowertung.

## Prominente ehemalige Schüler
- Michael Müller (* 9. Dezember 1964 in Berlin), Politiker[9]
- Nadja Auermann (* 19. März 1971 in Berlin), Fotomodell und Schauspielerin
- Lars Eidinger (* 21. Januar 1976 in Berlin), Schauspieler
- Thorben Marx (* 1. Juni 1981 in Berlin), Fußballer
- Fabian Bredlow (* 2. März 1995 in Berlin), Fußballer